# Zvezdara
Zvezdara (en serbe cyrillique Звездара) est une municipalité de Serbie. Elle figure parmi les 17 municipalités constituant la ville de Belgrade et elle fait partie des 10 municipalités urbaines qui composent la ville de Belgrade intra muros. Au recensement de 2011, elle comptait 148 014 habitants.

## Localisation

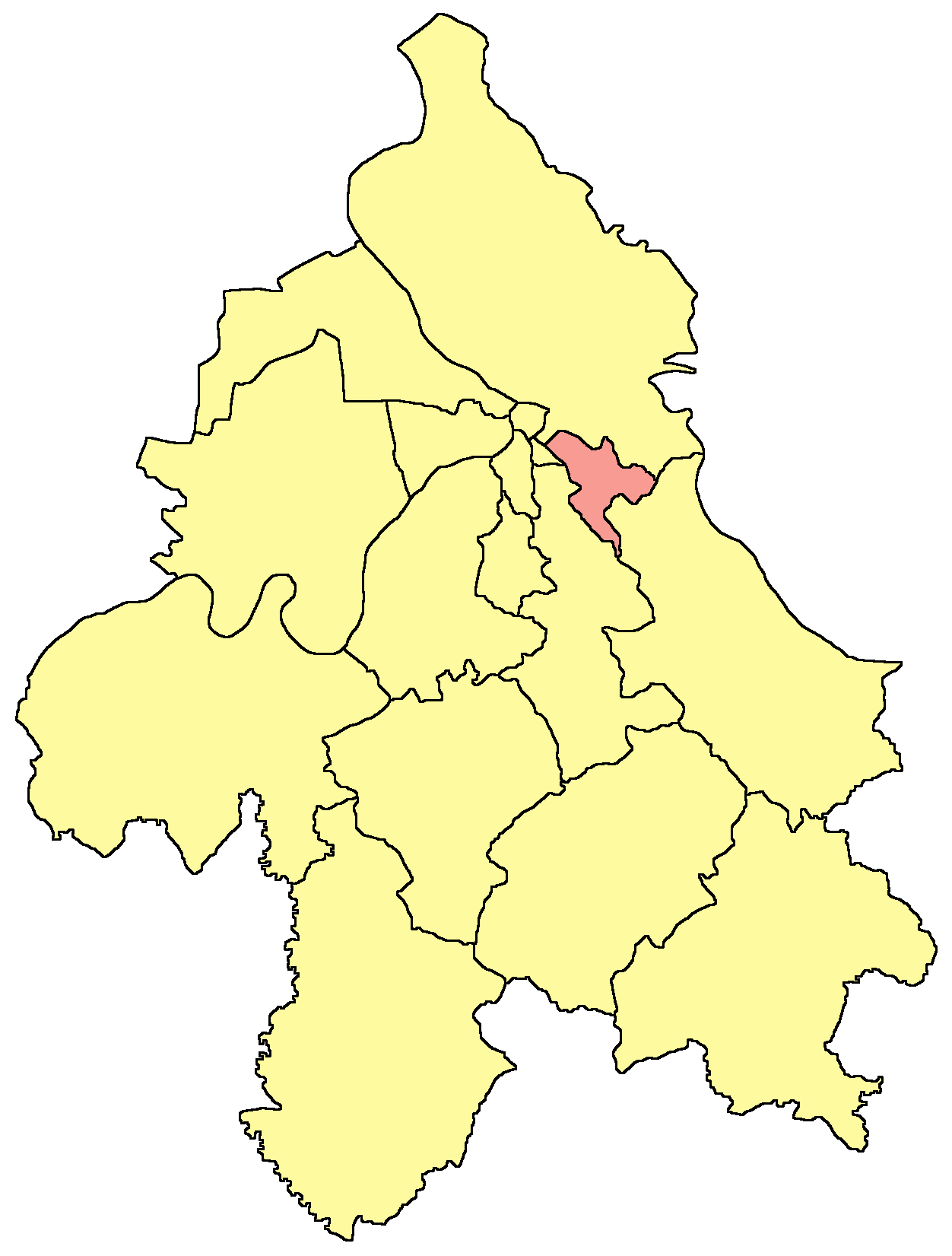
Localisation de la municipalité de Zvezdara dans la ville de Belgrade

La municipalité de Zvezdara est située dans l'est de la ville de Belgrade intra muros, dont elle constitue la frange orientale ; elle est entourée par la municipalité de Paliula au nord-ouest, au nord et au nord-est, par celle de Grocka à l'est et au sud-est, par celle Voždovac au sud et au sud-ouest et par celle de Vračar à l'ouest.
Le quartier de Zvezdara (44° 48′ 00″ N, 20° 30′ 29″ E), qui constitue une section de la municipalité du même nom, est situé au sud-est du centre-ville et englobe les secteurs situés autour de la forêt de Zvezdara, dont le quartier connu sous le nom de Zvezdara II. Il est entouré par les quartiers de Bogoslovija et Karaburma au nord, Ćalije au nord-est, ces trois quartiers faisant partie de la municipalité de Palilula, Mirijevo à l'est, Mali Mokri Lug au sud-est, Cvetkova pijaca et Konjarnik au sud, Lion au sud-ouest et Bulbulder à l'ouest.

## Géographie
Zvezdara s'étend sur 31 km2 et constitue l'un des secteurs les plus élevés de la capitale serbe intra muros, avec les collines de Stojčino brdo (270 m), Orlovica (265 m), Zvezdara (253 m) et Mokroluško brdo (234 m).
Zvezdara possède deux grandes zones boisées : la forêt de Zvezdara, dont la partie centrale forme un parc, et la partie septentrionale de la forêt de Stepin Lug, au sud de la municipalité. Le Peti Park (le « Cinquième parc ») est un petit espace vert situé dans le quartier de Lipov Lad.

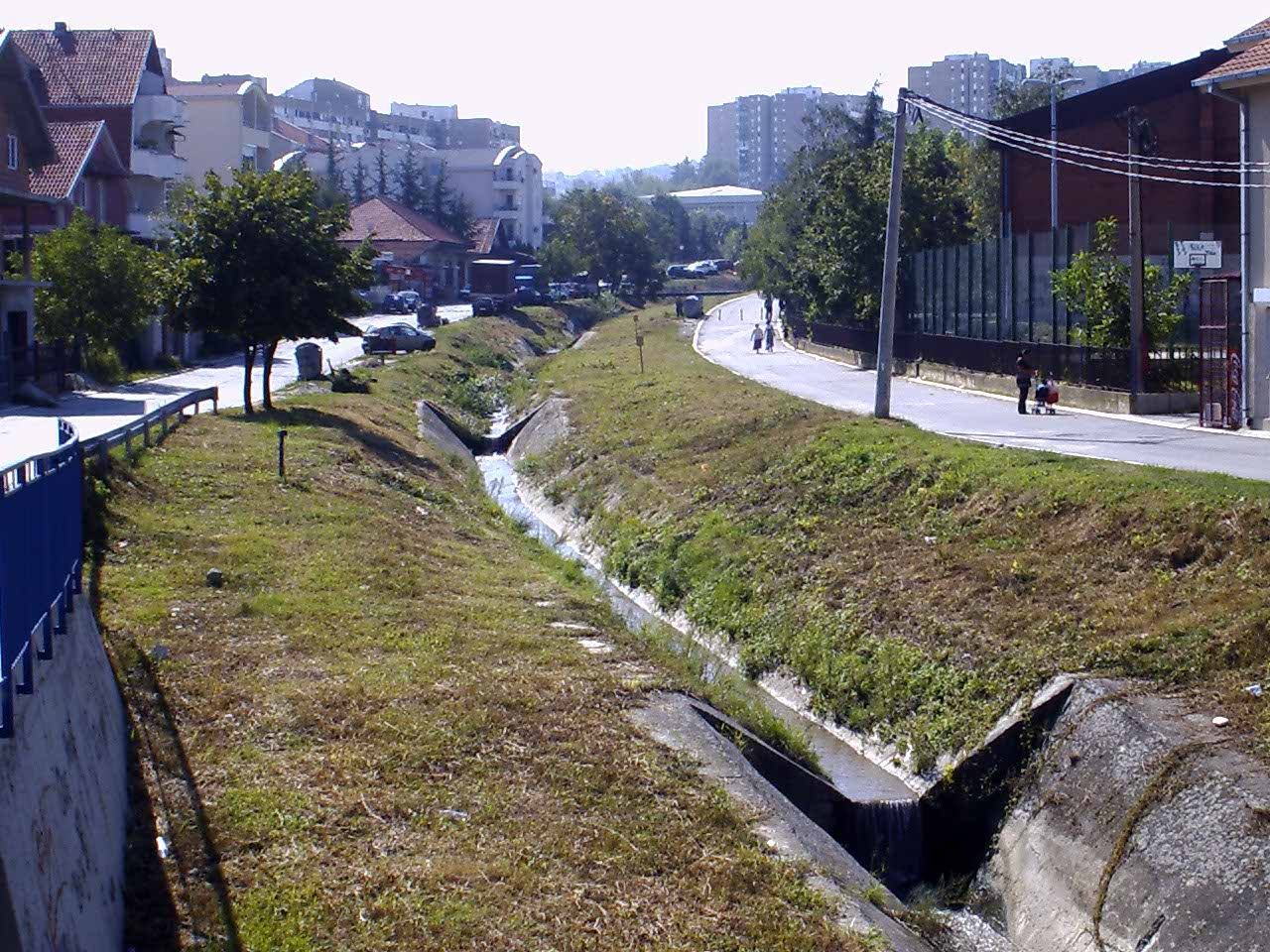
Le Mirijevski potok

La municipalité est en retrait des rives des deux cours d'eau principaux de la capitale, le Danube et la Save. Deux ruisseaux la traversent : le Mokroluški potok  et le Mirijevski potok. La rivière Bolečica s'écoule sur quelques mètres dans la partie méridionale de la municipalité, près du faubourg de Bubanj Potok.

## Nom et histoire
Jusque dans les années 1930, la colline de Zvezdara était connue sous le nom de Veliki Vračar, le « Grand Vračar ». Au XIXe siècle, les pentes de la colline n'étaient pas urbanisées et, situées loin du centre-ville de l'époque, elles servait de lieu de villégiature pour les Belgradois et étaient familièrement surnommées Baba Ružin kraj, « le quartier de grand-mère Ruža ». En 1929-1932, un observatoire, conçu par l'architecte d'origine tchèque Jan Dubovy (1892–1969), fut construit au sommet de la colline ; en serbe, cet observatoire était appelé zvezdara, la « maison des étoiles », et très tôt la colline elle-même et le quartier de Belgrade qui s'y développa fut désigné par ce nom. En 1935, le Centre clinique et hospitalier de Zvezdara (en serbe : Kliničko-bolnički centar Zvezdara ; en abrégé : KBC Zvezdara) fut créé grâce à la fondation du marchand et philanthrope Nikola Spasić (1838-1916),. Le secteur, riche en sources, fut exploité par le service d'alimentation en eau potable de la ville de Belgrade.
La municipalité de Zvezdara a été créée le 1er septembre 1955, sur le territoire des nouveaux quartiers construits autour de l'observatoire. Le 1er janvier 1957, Zvezdara a été agrandie, notamment avec l'annexion des anciennes municipalités de Stari Đeram et de Mali Mokri Lug. Plus tard, les villages de Kaluđerica, Vinča et Leštane, qui autrefois faisaient partie de Mali Mokri Lug, ont été détachés de la municipalité et rattachés à celle de Grocka. Dans la première moitié des années 1970, toutes les localités situées dans la municipalité de Zvezdara ont été intégrées dans la ville de Belgrade intra muros (en serbe : uža teritorija grada). Dans la période récente, l'assemblée municipale de Zvezdara a été présidée par Vučeta Mandić (1996-2000), Petar Moravac (2000-2004), Milan Popović (2004-2005), Ljubiša Stojmirović (février 2005-juin 2005) et Milan Popović, pour la seconde fois (à partir du 28 juin 2005).

## Quartiers
La municipalité de Zvezdara est composée des quartiers suivants :
| - Bulbulder - Crveni krst - Cvetanova ćuprija - Cvetkova pijaca - Denkova bašta - Đeram | - Konjarnik - Konjarnik I - Konjarnik II - Konjarnik III - Lion - Lipov Lad | - Mali Mokri Lug - Mirijevo - Mirijevo II - Mirijevo III - Mirijevo IV - Novo Mirijevo | - Orlovsko naselje - Padina - Rudo - Slavujev venac - Stari Đeram - Staro Mirijevo | - Učiteljsko naselje - Veliki Mokri Lug - Vukov spomenik - Zeleno brdo - Zvezdara - Zvezdara II |

### Zvezdara II
Zvezdara II est un sous-quartier situé au nord de celui de Zvezdara, principalement centré autour du terminus de la ligne d'autobus 65. Il est constitué de plusieurs petites zones urbaines au nord de la forêt de Zvezdara, au nord de l'observatoire astronomique de Belgrade et de l'Institut Mihajlo Pupin et le long de la rue Dragoslava Srejovića, qui le sépare des quartiers de Karaburma et Ćalije, respectivement au nord et au nord-est, tous deux situés dans la municipalité de Palilula.

## Démographie

### Évolution historique de la population
| 1948   | 1953   | 1961   | 1971    | 1981    | 1991    | 2002    | 2011    |
| ------ | ------ | ------ | ------- | ------- | ------- | ------- | ------- |
| 56 177 | 65 580 | 88 919 | 112 938 | 128 753 | 135 694 | 132 621 | 148 014 |

## Religion
Sur le plan religieux, la municipalité de Zvezdara est essentiellement peuplée de Serbes orthodoxes. Elle relève de l'archevêché de Belgrade-Karlovci (en serbe cyrillique : Архиепископија београдско-карловачка), qui a son siège à Belgrade.

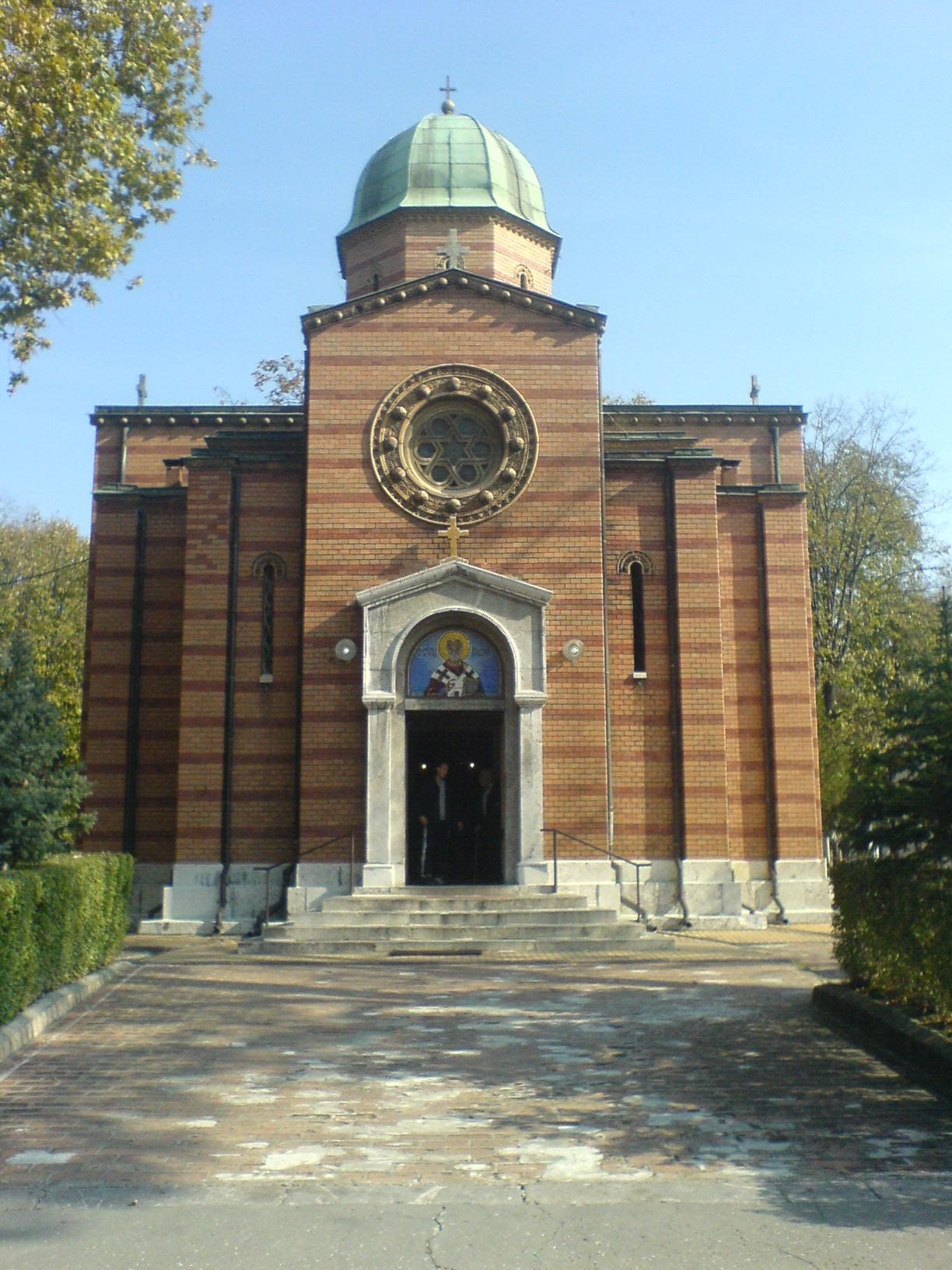
L'église Saint-Nicolas dans le Nouveau cimetière de Belgrade

## Politique
À la suite des élections locales serbes de 2008, les 53 sièges de l'assemblée municipale de Zvezdara se répartissaient de la manière suivante, :
| Parti                        | Sièges |
| ---------------------------- | ------ |
| Parti démocratique           | 19     |
| Parti radical serbe          | 17     |
| Parti démocratique de Serbie | 6      |
| G17 Plus                     | 5      |
| Parti libéral-démocrate      | 4      |
| Parti socialiste de Serbie   | 2      |

Milan Popović, membre du Parti démocratique du président Boris Tadić, a été élu président (maire) de la municipalité de Zvezdara.

## Architecture et monuments

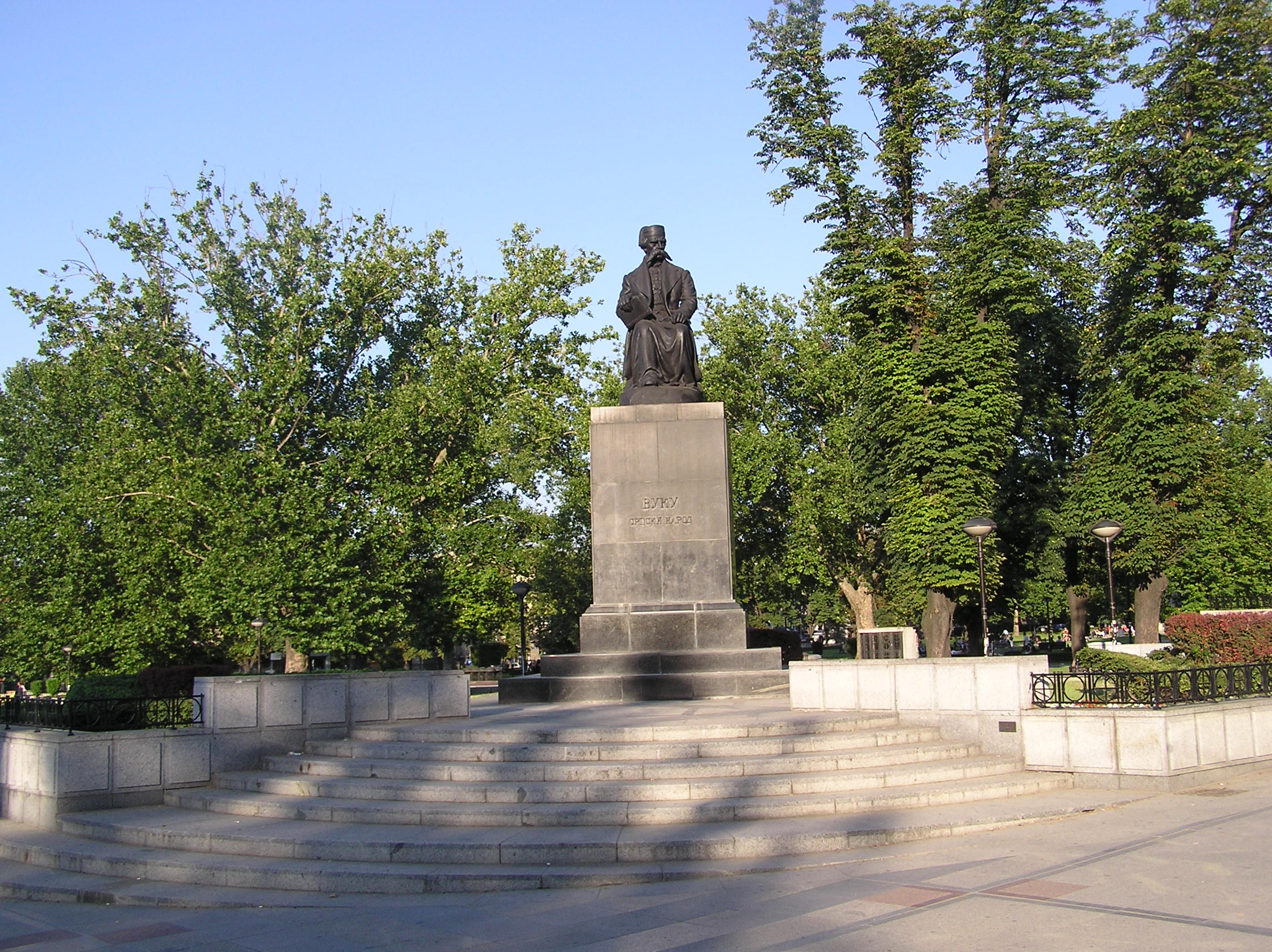
Le monument de Vuk

Le nouveau cimetière de Belgrade (50 rue Ruzveltova), créé en 1886, est inscrit sur la liste des monuments culturels de la grande importance de la république de Serbie et sur la liste des biens culturels protégés de la ville de Belgrade.

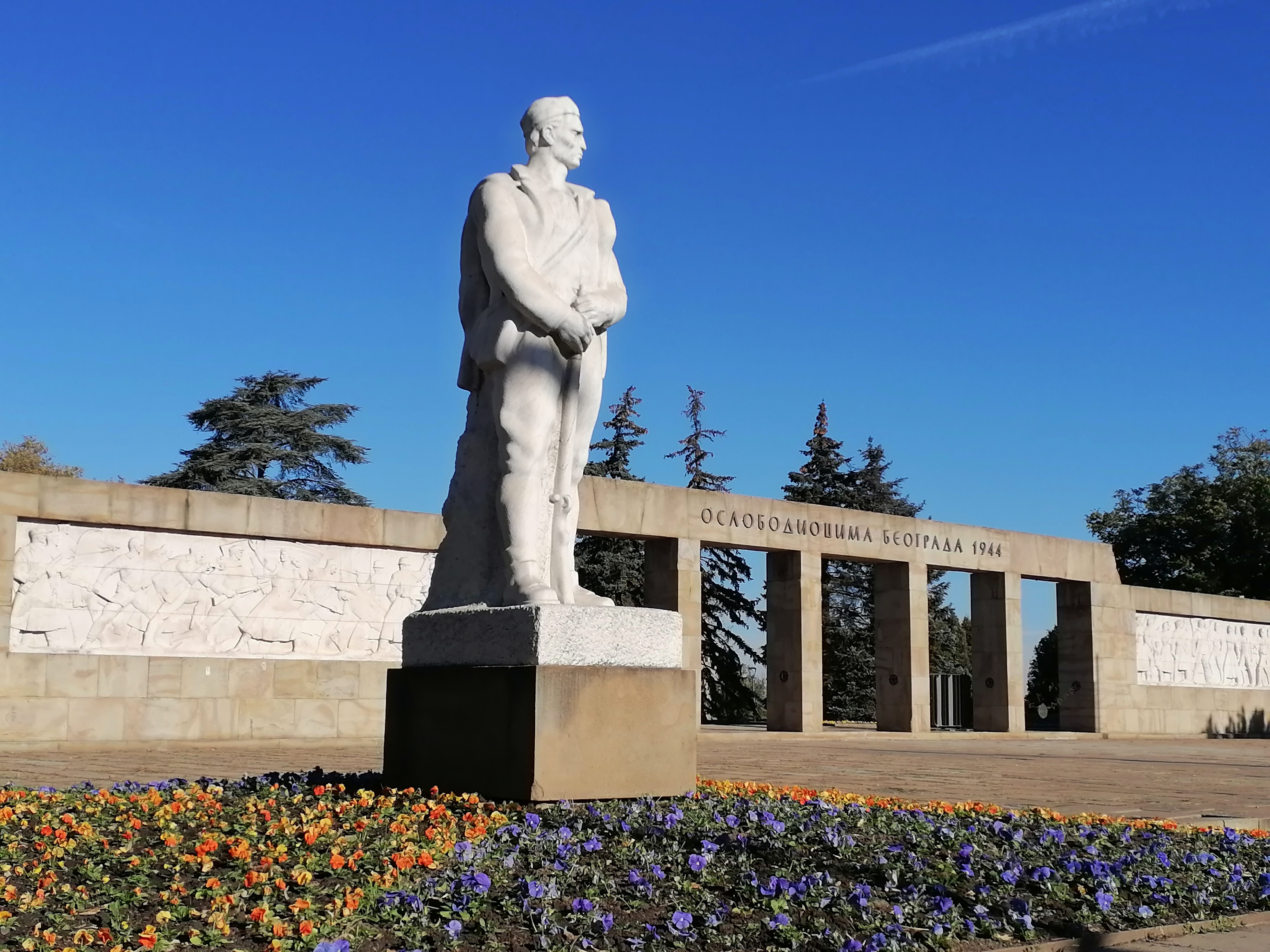
Le Mémorial des Libérateurs de Belgrade

La municipalité de Zvezdara abrite plusieurs autres monuments classés. L'observatoire astronomique de Belgrade (Volgina 7) a été construit entre 1929 et 1931 sur des plans de l'architecte tchèque Jan Dubovi (1892-1969) ; il est caractéristique du style moderniste. L'église du Linceul de la Mère-de-Dieu (Kajmakčalanska 55) date de 1933 ; elle a été conçue par Momir Korunović (1883-1969) dans un style néobyzantin avec des éléments néoromans. La Résidence universitaire du roi Alexandre Ier (Bulevar kralja Aleksandra 75) a été édifiée en 1927-1928 par Georgiy Pavlovitch Kovalevsky dans un style académique. Parmi les autres édifices intéressants de la municipalité figurent l'église Saint-Nicolas, située dans le nouveau cimetière et construite en 1893 par Svetozar Ivačković dans un style néo-byzantin, l'église Saint-Lazare, ou encore l'église Saint-Élie (dans le quartier de Mirijevo).
Le monument le plus important de la municipalité est celui de Vuk Karadžić, érigé en 1937 ; situé à l'angle de la rue Ruzveltova (la « rue Roosevelt » et du Bulevar kralja Aleksandra (le « Boulevard du roi Alexandre »), il a été sculpté par Đorđe Jovanović, l'un des fondateurs de la sculpture serbe moderne et il donne son nom au quartier de Vukov spomenik, le « monument de Vuk ». Le nouveau cimetière abrite la Pyramide aux soldats tombés lors la Guerre serbo-ottomane de 1876-1878, ainsi que le Mémorial des Libérateurs de Belgrade. Deux fontaines ornent également la municipalité : la Trećepozivačka česma et la Pašin česma (la « fontaine du pacha »).

## Culture
Le « Théâtre Zvezdara » a été créé en 1984, principalement pour accueillir des auteurs, des metteurs en scène et des acteurs serbes. Le Centre culturel Vuk Karadžić (en serbe : Ustanova kulture Vuk Karadžić), qui a succédé à l'ancien Teatar Kult, donne également de nombreuses représentations théâtrales. Le Pan Teatar, créé en 1995, est un théâtre pour enfants.

## Éducation et recherche
La municipalité de Zvezdara dispose de 12 écoles élémentaires (en serbe : osnovne škole) : l'école des 1300 caporaux (Osnovna škola 1300 kaplara, Pančina 1), créée en 2002 par la réunion de deux établissements fondé pour l'un en 1957 et pour l'autre en 1961, l'école Boško Buha (XXI divizije 31), créée en 1963, l'école Cyrille et Méthode (OŠ Ćirilo i Metodije, Učiteljska 58), l'école Desanka Maksimović (Ustanička 246), créée en 1964, l'école du Despote Stefan Lazarević (Nova 15, quartier de Mirijevo), créée en 1983, l'école Dragojlo Dudić (Bulevar kralja Aleksandra 525, quartier de Mali Mokri Lug, l'école Ivan Goran Kovačić (Vojvode Brane 18a), l'école Jelena Ćetković (Vranjska 26), fondée en 1961, l'école Marija Bursać (Milana Rakića 81), l'école Pavle Savić (Koste Nađa 25, quartier de Novo Mirijevo), fondée en 1994, l'école Stevan Sinđelić (Milića Rakića 1), qui a ouvert ses portes en 1955, l'école Veljko Dugošević (Milana Rakića 41) et l'école Vladislav Petković Dis (Radoslava Ljumovića 20, quartier de Veliki Mokri Lug). Un treizième établissement, l'école Vladimir Đorđević (Vatroslava Jagića 5), est une école élémentaire de musique (osnovna muzička škola) ; cette école a ouvert ses portes en 1948.
Zvezdara abrite plusieurs établissements d'enseignement secondaire (srednje škole), dont le Sixième lycée (en serbe : Šesta beogradska gimnazija), qui a été créé en 1933 en tant que lycée de filles, et le Septième lycée (Sedma beogradska gimnazija), qui a ouvert ses portes en 1953. Par les autres établissements d'études secondaires, on peut citer l'école technique d'architecture (Arhitektonska tehnička škola), dont l'origine remonte à 1922, l'école technique de géodésie (Geodetska tehnička škola), fondée en 1990, l'école de construction (Građevinska škola), créée en 1902, l'école technique de construction (Građevinska tehnička škola), créée en 1932 et l'école d'ingénierie et de mécanique (Škola za mašinstvo i umetničke zanate), connue sous le nom de Tehnoart Beograd, fondée en 1962. Sur le territoire de la municipalité se trouvent également l'école de médecine Medicinska škola), l'école de dentisterie (Zubotehnička škola) et l'école de pharmacie et de physiothérapie (Farmaceutsko-fizioterapeutska škola).
La municipalité dispose également de plusieurs centres de recherche ou instituts d'études, dont l'Institut Mihajlo Pupin, créé en 1946 et connu pour sa conception d'ordinateurs à l'époque de la république fédérative socialiste de Yougoslavie, notamment les ordinateurs de la série CER (Cifarski Elektronski Računar) et TIM, élaborés par Mihajlo Pupin. L'Observatoire astronomique de Belgrade, dont l'origine remonte à 1887, et l'Institut de statistique de la république de Serbie, créé en 1862, sont également situés sur son territoire.

## Santé
Zvezdara possède un vaste complexe médical situé dans le quartier de Bulbulder, le Kliničko-bolnički centar Zvezdara (en abrégé : KBC Zvezdara) ; son origine remonte à 1935 et il a été créé grâce à une fondation du marchand et philanthrope Nikola Spasić (1838-1916).

## Économie
Zvezdara abrite un certain nombre d'installations industrielles dans le quartier de Konjarnik, comme la société Bukulja, qui travaille dans la transformation du plastique, Precizna mehanika, qui fabrique des instruments de précision, notamment dans le domaine de l'optique ou encore Metal. Dans la partie nord du Bulevar kralja Aleksandra, on trouve les sociétés Kluz (textile), Nikola Tesla (électronique), Utenzilija (plastique), la fonderie Livnica et les presses des quotidiens Glas javnosti et Kurir.
Le long du Bulevar se trouvent de très nombreux commerces.

## Sports et loisirs
Le Centre sportif Zvezdara (Vjekoslava Kovača 11), familièrement appelé Olimp, l'« Olympe », a été inauguré en 1970 ; il dispose d'un gymnase et d'un certain nombre d'installations sportives de plein air ou d'intérieur, dont quatre pistes pour la course, un golf miniature, quatre piscines, un terrain de football et de handball, un terrain de basket-ball et un terrain de volley-ball. Le stade du club de football FK Hajduk, qui peut accueillir 4 000 spectateurs, est également situé sur le territoire de la municipalité, dans le quartier de Lion.
Zvezdara possède deux marchés qui figurent parmi les plus importants de la capitale serbe : le marché de Đeram (en serbe : Đeram pijaca) et le marché de Cvetko, qui a donné son nom au quartier de Cvetkova pijaca.

### Forêt de Zvezdara
La forêt de Zvezdara (en serbe cyrillique : Звездарска шума ou Звездани гај ; en serbe latin : Zvezdarska šuma ou Zvezdani gaj) est, après celles de Topčider et Košutnjak, la plus vaste forêt de la zone urbaine de Belgrade. Elle forme un croissant qui couvre la plus grande partie de la colline de Zvezdara. Au nord et à l'est, elle est délitée par la rue Dragoslava Srejovića ; elle est bordée par les quartiers de Karaburma au nord, de Ćalije au nord-est, de Mirijevo à l'est, de Cvetkova pijaca au sud et par le quartier de Zvezdara proprement dit à l'ouest.
Au début du XXe siècle, la colline de Veliki Vračar a été désignée comme une zone d'afforestation. Après la construction de l'observatoire  au sommet de la colline, en 1929-1932, une forêt a été plantée, devenant ainsi la seule zone verte artificiellement créée de la ville de Belgrade.
Aujourd'hui, la forêt de Zvezdara couvre une superficie de 317 ha, dont 21 forment un parc. En plus de l'observatoire, on y trouve l'Institut Mihajlo Pupin et sept petits stades. Au nord, particulièrement le long de la rue Dragoslava Srejovića, quelques secteurs sont urbanisés, constituant le quartier de Zvezdara II. La forêt est abîmé par la construction de maisons résidentielles non autorisées, si bien qu'en 2007 le gouvernement de la ville de Belgrade a annoncé l'extension future de la forêt en direction du nord et du sud, pour la relier à Ada Huja et Šumice, créant ainsi une voie verte.
Un certain nombre d'espèces protégées par la loi serbe vivent dans la forêt, comme le hérisson d'Europe de l'Est (Erinaceus concolor), la taupe d'Europe (Talpa europaea), la buse variable (Buteo buteo), ainsi que plusieurs espèces de rapaces nocturnes comme la chouette hulotte (Strix aluco), le hibou moyen-duc (Asio otus), le petit-duc scops (Otus scops) et, plus diurne, la chevêche d'Athéna (Athene noctua).

## Coopération internationale
La municipalité de Zvezdara a signé un accord de partenariat avec :
- Kisela Voda (Macédoine)